# Liste der Kirchen im Bistum Erfurt
Die Liste der Kirchen im Bistum Erfurt führt die römisch-katholischen Kirchen und Kapellen im Bistum Erfurt sortiert nach Dekanaten und Pfarreien auf. Das Bistum gliedert sich in sieben Dekanate und 33 Pfarreien:

## Liste

### Dekanat Dingelstädt
| Bild            | Kirche                            | Ort                     | Pfarrei                             | Rang                              | Bemerkungen                                                 |
| --------------- | --------------------------------- | ----------------------- | ----------------------------------- | --------------------------------- | ----------------------------------------------------------- |
|                 | St. Gertrud                       | Dingelstädt             | St. Gertrud Dingelstädt             | Pfarrkirche                       |                                                             |
|                 | St. Maria im Busch                | Dingelstädt             | St. Gertrud Dingelstädt             | Filial-/Wallfahrtskirche          |                                                             |
|                 | St. Petrus Baptista und Gefährten | Dingelstädt             | St. Gertrud Dingelstädt             | Filial-/Wallfahrtskirche          | ehemalige Klosterkirche, Franziskanerkloster Kerbscher Berg |
|                 | St. Johannes der Täufer           | Kefferhausen            | St. Gertrud Dingelstädt             | Filialkirche                      |                                                             |
|                 | St. Sergius und Bachus            | Kreuzebra               | St. Gertrud Dingelstädt             | Filialkirche                      |                                                             |
|                 | St. Cosmas und Damian             | Silberhausen            | St. Gertrud Dingelstädt             | Filialkirche                      |                                                             |
|                 | St. Cyriakus                      | Werdigeshausen          | St. Gertrud Dingelstädt             | Wallfahrtskirche                  | Werdigeshäuser Kirche                                       |
|                 | St. Philippus und Jakobus         | Ershausen               | St. Philippus und Jakobus Ershausen | Pfarrkirche                       |                                                             |
|                 | St. Johannes                      | Ershausen               | St. Philippus und Jakobus Ershausen | Kapelle                           | → St. Johannesstift                                         |
|                 | St. Cyriakus                      | Bernterode              | St. Philippus und Jakobus Ershausen | Filialkirche                      |                                                             |
|                 | St. Georg                         | Dieterode               | St. Philippus und Jakobus Ershausen | Filialkirche                      |                                                             |
|                 | St. Bartholomäus                  | Krombach                | St. Philippus und Jakobus Ershausen | Filialkirche                      |                                                             |
|                 | St. Ursula                        | Martinfeld              | St. Philippus und Jakobus Ershausen | Filialkirche                      |                                                             |
|                 | Zu allen Heiligen                 | Misserode               | St. Philippus und Jakobus Ershausen | Filialkirche                      |                                                             |
|                 | St. Martin                        | Rüstungen               | St. Philippus und Jakobus Ershausen | Filialkirche                      |                                                             |
|                 | Allerheiligen                     | Schwobfeld              | St. Philippus und Jakobus Ershausen | Filialkirche                      |                                                             |
|                 | St. Peter und Paul                | Wiesenfeld              | St. Philippus und Jakobus Ershausen | Filialkirche                      |                                                             |
|                 | St. Ursula                        | Geismar                 | St. Ursula Geismar                  | Pfarrkirche                       |                                                             |
|                 | St. Stephanus                     | Döringsdorf             | St. Ursula Geismar                  | Filialkirche                      |                                                             |
|                 | St. Aloysius                      | Großtöpfer              | St. Ursula Geismar                  | Filialkirche                      |                                                             |
|                 | St. Salvator                      | Hülfensberg             | St. Ursula Geismar                  | Filial-/Kloster-/Wallfahrtskirche | → Franziskanerkloster                                       |
|                 | St. Bonifatius                    | Hülfensberg             | St. Ursula Geismar                  | Kapelle                           | → Franziskanerkloster                                       |
|                 | St. Martin                        | Kella                   | St. Ursula Geismar                  | Filialkirche                      |                                                             |
| Bild gesucht BW | Heilig Kreuz                      | Kella                   | St. Ursula Geismar                  | Kapelle                           |                                                             |
|                 | St. Bartholomäus                  | Pfaffschwende           | St. Ursula Geismar                  | Filialkirche                      |                                                             |
|                 | St. Simon und Judas               | Sickerode               | St. Ursula Geismar                  | Filialkirche                      |                                                             |
|                 | St. Michael                       | Volkerode               | St. Ursula Geismar                  | Filialkirche                      |                                                             |
|                 | Lourdeskapelle                    | Volkerode               | St. Ursula Geismar                  | Kapelle                           |                                                             |
|                 | St. Maria Magdalena               | Wilbich                 | St. Ursula Geismar                  | Filialkirche                      |                                                             |
|                 | St. Cyriakus                      | Heyerode                | St. Cyriakus Heyerode               | Pfarrkirche                       |                                                             |
|                 | St. Marien                        | Heyerode                | St. Cyriakus Heyerode               | Filialkirche                      |                                                             |
|                 | St. Alban                         | Diedorf                 | St. Cyriakus Heyerode               | Filialkirche                      |                                                             |
|                 | St. Maria Magdalena               | Katharinenberg          | St. Cyriakus Heyerode               | Filialkirche                      |                                                             |
|                 | Herz Jesu                         | Schierschwende          | St. Cyriakus Heyerode               | Filialkirche                      |                                                             |
|                 | St. Marien                        | Treffurt                | St. Cyriakus Heyerode               | Filialkirche                      |                                                             |
|                 | St. Bonifatius                    | Wendehausen             | St. Cyriakus Heyerode               | Filialkirche                      |                                                             |
|                 | St. Martin                        | Hüpstedt                | St. Martin Hüpstedt                 | Pfarrkirche                       |                                                             |
|                 | St. Martin                        | Beberstedt              | St. Martin Hüpstedt                 | Filialkirche                      |                                                             |
|                 | St. Peter und Paul                | Helmsdorf               | St. Martin Hüpstedt                 | Filialkirche                      |                                                             |
|                 | St. Nikolaus                      | Zella                   | St. Martin Hüpstedt                 | Filialkirche                      |                                                             |
|                 | St. Georg und Juliana             | Küllstedt               | St. Georg und Juliana Küllstedt     | Pfarrkirche                       |                                                             |
| Bild gesucht BW | St. Vinzenz                       | Küllstedt               | St. Georg und Juliana Küllstedt     | Filialkirche                      |                                                             |
|                 | St. Sebastian                     | Bickenriede             | St. Georg und Juliana Küllstedt     | Filialkirche                      |                                                             |
|                 | St. Margaretha                    | Büttstedt               | St. Georg und Juliana Küllstedt     | Filialkirche                      |                                                             |
|                 | St. Mariä Heimsuchung             | Klüschen Hagis          | St. Georg und Juliana Küllstedt     | Wallfahrtskirche                  |                                                             |
|                 | St. Michael                       | Wachstedt               | St. Georg und Juliana Küllstedt     | Filialkirche                      |                                                             |
|                 | St. Mariä Geburt                  | Lengenfeld unterm Stein | St. Anna Lengenfeld unterm Stein    | Pfarrkirche                       |                                                             |
|                 | St. Alban                         | Effelder                | St. Anna Lengenfeld unterm Stein    | Filialkirche                      |                                                             |
|                 | St. Martin                        | Faulungen               | St. Anna Lengenfeld unterm Stein    | Filialkirche                      |                                                             |
|                 | St. Peter und Paul                | Großbartloff            | St. Anna Lengenfeld unterm Stein    | Filialkirche                      |                                                             |
|                 | Heilig Kreuz                      | Hildebrandshausen       | St. Anna Lengenfeld unterm Stein    | Filialkirche                      |                                                             |
|                 | St. Jakobus der Ältere            | Struth                  | St. Anna Lengenfeld unterm Stein    | Filialkirche                      |                                                             |

### Dekanat Erfurt
| Bild            | Kirche                      | Ort                         | Pfarrei                            | Rang                 | Bemerkungen                       |
| --------------- | --------------------------- | --------------------------- | ---------------------------------- | -------------------- | --------------------------------- |
|                 | Mariendom                   | Erfurt, Altstadt            |                                    | Kathedrale           |                                   |
|                 | Allerheiligen               | Erfurt, Altstadt            |                                    | Nebenkirche des Doms |                                   |
|                 | Brunnenkirche               | Erfurt, Altstadt            |                                    | Klosterkirche        | → Augustinerkonvent               |
|                 | St. Ursula                  | Erfurt, Altstadt            |                                    | Klosterkirche        | → Ursulinenkloster                |
|                 | St. Lorenz                  | Erfurt, Altstadt            | St. Laurentius Erfurt (Innenstadt) | Pfarrkirche          |                                   |
|                 | St. Crucis                  | Erfurt, Altstadt            | St. Laurentius Erfurt (Innenstadt) | Filialkirche         | Neuwerkskirche                    |
|                 | St. Martini                 | Erfurt, Brühl               | St. Laurentius Erfurt (Innenstadt) | Filialkirche         |                                   |
|                 | St. Nicolai und St. Jacobi  | Erfurt, Altstadt            | St. Laurentius Erfurt (Innenstadt) | Filialkirche         | Schottenkirche                    |
|                 | St. Severi                  | Erfurt, Altstadt            | St. Laurentius Erfurt (Innenstadt) | Filialkirche         |                                   |
|                 | St. Wigbert                 | Erfurt, Altstadt            | St. Laurentius Erfurt (Innenstadt) | Filialkirche         |                                   |
|                 | St. Georg                   | Erfurt, Daberstedt          | St. Laurentius Erfurt (Innenstadt) | Filialkirche         |                                   |
|                 | St. Josef                   | Erfurt, Ilversgehofen       | St. Josef Erfurt(-Nord)            | Pfarrkirche          |                                   |
| Bild gesucht BW | Heilige Familie             | Gebesee                     | St. Josef Erfurt(-Nord)            | Filialkirche         |                                   |
|                 | St. Antonius von Padua      | Erfurt, Gispersleben        | St. Josef Erfurt(-Nord)            | Filialkirche         |                                   |
| Bild gesucht BW | St. Elisabeth               | Erfurt, Rieth               | St. Josef Erfurt(-Nord)            | Kapelle              | Deutschordens-Seniorenhaus        |
| Bild gesucht BW | St. Marien                  | Erfurt, Stotternheim        | St. Josef Erfurt(-Nord)            | Filialkirche         |                                   |
|                 | St. Martin                  | Witterda                    | St. Josef Erfurt(-Nord)            | Filialkirche         |                                   |
|                 | St. Nikolaus                | Erfurt, Melchendorf         | St. Nikolaus Erfurt-Melchendorf    | Pfarrkirche          |                                   |
|                 | St. Elisabeth               | Erfurt, Stedten an der Gera | St. Nikolaus Erfurt-Melchendorf    | Filialkirche         |                                   |
|                 | St. Martin                  | Erfurt, Dittelstedt         | St. Nikolaus Erfurt-Melchendorf    | Filialkirche         |                                   |
|                 | St. Bonifatius              | Erfurt, Hochheim            | St. Nikolaus Erfurt-Melchendorf    | Filialkirche         |                                   |
|                 | St. Raphael                 | Neudietendorf               | St. Nikolaus Erfurt-Melchendorf    | Kapelle              |                                   |
|                 | St. Maria Rosenkranzkönigin | Erfurt, Vieselbach          | St. Nikolaus Erfurt-Melchendorf    | Filialkirche         |                                   |
|                 |                             | Erfurt                      |                                    | Kapelle              | → Katholisches Krankenhaus Erfurt |

### Dekanat Heiligenstadt
| Bild            | Kirche                      | Ort                   | Pfarrei                     | Rang                  | Bemerkungen                 |
| --------------- | --------------------------- | --------------------- | --------------------------- | --------------------- | --------------------------- |
|                 | St. Matthäus                | Arenshausen           | St. Matthäus Arenshausen    | Pfarrkirche           |                             |
|                 | St. Georg                   | Burgwalde             | St. Matthäus Arenshausen    | Filialkirche          |                             |
|                 | St. Johannes der Täufer     | Freienhagen           | St. Matthäus Arenshausen    | Filialkirche          |                             |
|                 | St. Peter und Paul          | Fretterode            | St. Matthäus Arenshausen    | Filialkirche          |                             |
|                 | St. Johannes der Täufer     | Gerbershausen         | St. Matthäus Arenshausen    | Filialkirche          |                             |
|                 | St. Bartholomäus            | Hohengandern          | St. Matthäus Arenshausen    | Filialkirche          |                             |
|                 | St. Martin                  | Kirchgandern          | St. Matthäus Arenshausen    | Filialkirche          |                             |
|                 | St. Maria Magdalena         | Kirchgandern          | St. Matthäus Arenshausen    | Kapelle               |                             |
|                 | St. Ägidius                 | Marth                 | St. Matthäus Arenshausen    | Filialkirche          |                             |
|                 | St. Marien                  | Rimbach               | St. Matthäus Arenshausen    | Filialkirche          |                             |
|                 | St. Pankratius              | Rohrberg              | St. Matthäus Arenshausen    | Filialkirche          |                             |
|                 | St. Peter und Paul          | Rustenfelde           | St. Matthäus Arenshausen    | Filialkirche          |                             |
|                 | St. Magnus                  | Schachtebich          | St. Matthäus Arenshausen    | Filialkirche          |                             |
|                 | St. Gerhard                 | Heilbad Heiligenstadt | St. Gerhard Heiligenstadt   | Pfarr-/Klosterkirche  | →Redemptoristenkloster      |
|                 | St. Martin                  | Flinsberg             | St. Gerhard Heiligenstadt   | Filialkirche          |                             |
|                 | St. Cosmas und Damian       | Geisleden             | St. Gerhard Heiligenstadt   | Filialkirche          |                             |
|                 | St. Nikolaus                | Heuthen               | St. Gerhard Heiligenstadt   | Filialkirche          |                             |
|                 | St. Marien                  | Heilbad Heiligenstadt | St. Marien Heiligenstadt    | Pfarr-/Propsteikirche |                             |
|                 | St. Aegidien                | Heilbad Heiligenstadt | St. Marien Heiligenstadt    | Filialkirche          |                             |
|                 | St. Anna                    | Heilbad Heiligenstadt | St. Marien Heiligenstadt    | Kapelle               |                             |
|                 | St. Maria Hilf              | Heilbad Heiligenstadt | St. Marien Heiligenstadt    | Kapelle               |                             |
|                 | St. Nikolaus                | Kalteneber            | St. Marien Heiligenstadt    | Filialkirche          |                             |
|                 | St. Johannes der Täufer     | Rengelrode            | St. Marien Heiligenstadt    | Filialkirche          |                             |
|                 | St. Nikolaus                | Siemerode             | St. Nikolaus Siemerode      | Pfarrkirche           |                             |
|                 | St. Matthias                | Bischhagen            | St. Nikolaus Siemerode      | Filialkirche          |                             |
|                 | St. Laurentius              | Bodenrode             | St. Nikolaus Siemerode      | Filialkirche          |                             |
|                 | St. Mariä Himmelfahrt       | Etzelsbach            | St. Nikolaus Siemerode      | Wallfahrtskapelle     |                             |
|                 | St. Johannes der Täufer     | Glasehausen           | St. Nikolaus Siemerode      | Filialkirche          |                             |
|                 | St. Georg                   | Günterode             | St. Nikolaus Siemerode      | Filialkirche          |                             |
|                 | St. Maria Magdalena         | Mengelrode            | St. Nikolaus Siemerode      | Filialkirche          |                             |
|                 | St. Petrus in Ketten        | Reinholterode         | St. Nikolaus Siemerode      | Filialkirche          |                             |
|                 | St. Maria Magdalena         | Siemerode             | St. Nikolaus Siemerode      | Kapelle               |                             |
|                 | St. Mauritius               | Steinbach             | St. Nikolaus Siemerode      | Filialkirche          |                             |
|                 | St. Johannes der Evangelist | Streitholz            | St. Nikolaus Siemerode      | Filialkirche          |                             |
|                 | St. Pankratius              | Westhausen            | St. Nikolaus Siemerode      | Filialkirche          |                             |
|                 | St. Jakobus der Ältere      | Uder                  | St. Jakobus der Ältere Uder | Pfarrkirche           |                             |
|                 | St. Leonhard                | Birkenfelde           | St. Jakobus der Ältere Uder | Filialkirche          |                             |
|                 | Allerheiligen               | Eichstruth            | St. Jakobus der Ältere Uder | Filialkirche          |                             |
|                 | Heilige Drei Könige         | Fürstenhagen          | St. Jakobus der Ältere Uder | Filialkirche          |                             |
|                 | St. Katharina               | Lenterode             | St. Jakobus der Ältere Uder | Filialkirche          |                             |
|                 | St. Mauritius               | Lutter                | St. Jakobus der Ältere Uder | Filialkirche          |                             |
|                 | St. Martin                  | Mackenrode            | St. Jakobus der Ältere Uder | Filialkirche          |                             |
|                 | St. Elisabeth               | Röhrig                | St. Jakobus der Ältere Uder | Filialkirche          |                             |
|                 | St. Michael                 | Schönhagen            | St. Jakobus der Ältere Uder | Filialkirche          |                             |
|                 | St. Alban                   | Steinheuterode        | St. Jakobus der Ältere Uder | Filialkirche          |                             |
|                 | St. Martin                  | Thalwenden            | St. Jakobus der Ältere Uder | Filialkirche          |                             |
|                 | St. Bonifatius              | Wüstheuterode         | St. Jakobus der Ältere Uder | Filialkirche          |                             |
| Bild gesucht BW | Hl. Familie                 | Heilbad Heiligenstadt |                             | Klosterkirche         | → Bergkloster Heiligenstadt |

### Dekanat Leinefelde-Worbis
| Bild            | Kirche                  | Ort               | Pfarrei                         | Rang                     | Bemerkungen            |
| --------------- | ----------------------- | ----------------- | ------------------------------- | ------------------------ | ---------------------- |
|                 | St. Marien              | Bischofferode     | St. Marien Bischofferode        | Pfarrkirche              |                        |
|                 | St. Johannes der Täufer | Holungen          | St. Marien Bischofferode        | Filialkirche             |                        |
|                 | St. Simon und Judas     | Neustadt          | St. Marien Bischofferode        | Filialkirche             |                        |
|                 | Herz Jesu               | Neustadt          | St. Marien Bischofferode        | Kapelle                  |                        |
|                 | St. Maria Magdalena     | Leinefelde        | St. Maria Magdalena Leinefelde  | Pfarrkirche              |                        |
|                 | St. Maria Magdalena     | Leinefelde        | St. Maria Magdalena Leinefelde  | Filialkirche             | Alte Kirche            |
|                 | St. Bonifatius          | Leinefelde        | St. Maria Magdalena Leinefelde  | Filialkirche             |                        |
|                 | St. Pankratius          | Beuren            | St. Maria Magdalena Leinefelde  | Filialkirche             |                        |
|                 | St. Johannes der Täufer | Birkungen         | St. Maria Magdalena Leinefelde  | Filialkirche             |                        |
|                 | St. Helena              | Birkungen         | St. Maria Magdalena Leinefelde  | Kapelle                  | am Ende des Kreuzweges |
|                 | St. Margaretha          | Breitenbach       | St. Maria Magdalena Leinefelde  | Filialkirche             |                        |
|                 | St. Mariä Heimsuchung   | Breitenholz       | St. Maria Magdalena Leinefelde  | Filial-/Wallfahrtskirche |                        |
|                 | St. Martin              | Kallmerode        | St. Maria Magdalena Leinefelde  | Filialkirche             |                        |
|                 | St. Johannes der Täufer | Wingerode         | St. Maria Magdalena Leinefelde  | Filialkirche             |                        |
|                 | St. Ignatius            | Wingerode         | St. Maria Magdalena Leinefelde  | Kapelle                  |                        |
|                 | St. Marien              | Niederorschel     | St. Marien Niederorschel        | Pfarrkirche              |                        |
|                 | St. Martin              | Bernterode        | St. Marien Niederorschel        | Filialkirche             |                        |
|                 | St. Peter und Paul      | Deuna             | St. Marien Niederorschel        | Filialkirche             |                        |
|                 | St. Katharina           | Hausen            | St. Marien Niederorschel        | Filialkirche             |                        |
|                 | St. Mariä Himmelfahrt   | Kleinbartloff     | St. Marien Niederorschel        | Filialkirche             |                        |
|                 | St. Martin              | Vollenborn        | St. Marien Niederorschel        | Filialkirche             |                        |
|                 | St. Andreas             | Teistungen        | St. Andreas Teistungen          | Pfarrkirche              |                        |
|                 | St. Stephanus           | Berlingerode      | St. Andreas Teistungen          | Filialkirche             |                        |
|                 | St. Nikolaus            | Böseckendorf      | St. Andreas Teistungen          | Filialkirche             |                        |
|                 | St. Johannes der Täufer | Ferna             | St. Andreas Teistungen          | Filialkirche             |                        |
|                 | St. Dionysius           | Hundeshagen       | St. Andreas Teistungen          | Filialkirche             |                        |
|                 | St. Nikolaus            | Neuendorf         | St. Andreas Teistungen          | Filialkirche             |                        |
|                 | St. Michael             | Weißenborn        | St. Michael Weißenborn-Lüderode | Pfarrkirche              |                        |
|                 | St. Martin              | Lüderode          | St. Michael Weißenborn-Lüderode | Filialkirche             |                        |
|                 | St. Mariä Himmelfahrt   | Brehme            | St. Michael Weißenborn-Lüderode | Filialkirche             |                        |
|                 | St. Valentin            | Ecklingerode      | St. Michael Weißenborn-Lüderode | Filialkirche             |                        |
|                 | St. Johannes der Täufer | Jützenbach        | St. Michael Weißenborn-Lüderode | Filialkirche             |                        |
|                 | St. Nikolaus            | Worbis            | St. Antonius Worbis             | Pfarrkirche              |                        |
|                 | St. Antonius            | Worbis            | St. Antonius Worbis             | Wallfahrtskirche         |                        |
| Bild gesucht BW | St. Mariä Himmelfahrt   | Worbis            | St. Antonius Worbis             | Kapelle                  | Hardt-Kapelle          |
|                 | St. Rochus              | Worbis            | St. Antonius Worbis             | Kapelle                  |                        |
|                 | St. Vitus               | Breitenworbis     | St. Antonius Worbis             | Filialkirche             |                        |
|                 | St. Stephan             | Gernrode          | St. Antonius Worbis             | Filialkirche             |                        |
|                 | Vierzehn Nothelfer      | Hausener Klüschen | St. Antonius Worbis             | Kapelle                  |                        |
|                 | St. Martin              | Kirchworbis       | St. Antonius Worbis             | Filialkirche             |                        |
| Bild gesucht BW | St. Valentin            | Kirchworbis       | St. Antonius Worbis             | Kapelle                  |                        |

### Dekanat Meiningen
| Bild            | Kirche                                    | Ort                     | Pfarrei                | Rang         | Bemerkungen                    |
| --------------- | ----------------------------------------- | ----------------------- | ---------------------- | ------------ | ------------------------------ |
|                 | St. Elisabeth                             | Eisenach                | St. Elisabeth Eisenach | Pfarrkirche  |                                |
|                 | St. Kilian                                | Bad Liebenstein         | St. Elisabeth Eisenach | Filialkirche |                                |
|                 | St. Andreas                               | Bad Salzungen           | St. Elisabeth Eisenach | Filialkirche |                                |
|                 | Herz Jesu                                 | Gerstungen              | St. Elisabeth Eisenach | Filialkirche |                                |
|                 | St. Konrad von Parzham                    | Ruhla                   | St. Elisabeth Eisenach | Filialkirche |                                |
|                 | St. Bonifatius                            | Gotha                   | St. Bonifatius Gotha   | Pfarrkirche  |                                |
|                 | Maria Mutter der Kirche                   | Bad Tabarz              | St. Bonifatius Gotha   | Kapelle      |                                |
|                 | St. Karl Borromäus                        | Friedrichroda           | St. Bonifatius Gotha   | Filialkirche |                                |
| Bild gesucht BW | St. Petrus                                | Ohrdruf                 | St. Bonifatius Gotha   | Filialkirche |                                |
|                 | Unsere Liebe Frau                         | Waltershausen           | St. Bonifatius Gotha   | Kapelle      |                                |
|                 | Unsere Liebe Frau                         | Meiningen               | St. Marien Meiningen   | Pfarrkirche  |                                |
|                 | St. Josef                                 | Oberhof                 | St. Marien Meiningen   | Kapelle      |                                |
| Bild gesucht BW | St. Mariä Heimsuchung                     | Obermaßfeld-Grimmenthal | St. Marien Meiningen   | Filialkirche |                                |
| Bild gesucht BW | St. Mariä Himmelfahrt                     | Schleusingen            | St. Marien Meiningen   | Kapelle      |                                |
|                 | St. Helena                                | Schmalkalden            | St. Marien Meiningen   | Filialkirche |                                |
| Bild gesucht BW | Zum Heiligen Geist                        | Steinbach-Hallenberg    | St. Marien Meiningen   | Kapelle      |                                |
|                 | St. Kilian                                | Suhl                    | St. Marien Meiningen   | Filialkirche |                                |
|                 | St. Michael                               | Wernshausen             | St. Marien Meiningen   | Kapelle      |                                |
|                 | St. Ägidius                               | Wolfmannshausen         | St. Marien Meiningen   | Filialkirche |                                |
| Bild gesucht BW | Christkönig                               | Zella-Mehlis            | St. Marien Meiningen   | Kapelle      |                                |
|                 | St. Stefan                                | Sonneberg               | St. Stefan Sonneberg   | Pfarrkirche  |                                |
|                 | St. Elisabeth                             | Eisfeld                 | St. Stefan Sonneberg   | Filialkirche |                                |
| Bild gesucht BW | Muttergottes von der Immerwährenden Hilfe | Gräfenthal              | St. Stefan Sonneberg   | Filialkirche |                                |
|                 | St. Leopold                               | Hildburghausen          | St. Stefan Sonneberg   | Filialkirche |                                |
| Bild gesucht BW | St. Johannes der Täufer                   | Schalkau                | St. Stefan Sonneberg   | Kapelle      |                                |
|                 | Schönstattkapellchen                      | Friedrichroda           |                        |              | Kapelle der Schönstattbewegung |

### Dekanat Nordhausen
| Bild            | Kirche                           | Ort               | Pfarrei                           | Rang         | Bemerkungen                      |
| --------------- | -------------------------------- | ----------------- | --------------------------------- | ------------ | -------------------------------- |
|                 | St. Josef                        | Mühlhausen        | St. Josef Mühlhausen              | Pfarrkirche  |                                  |
|                 | St. Bonifatius                   | Mühlhausen        | St. Josef Mühlhausen              | Filialkirche |                                  |
|                 | St. Mariä Aufnahme in den Himmel | Bad Langensalza   | St. Josef Mühlhausen              | Filialkirche |                                  |
|                 | Zum Heiligen Geist               | Bad Tennstedt     | St. Josef Mühlhausen              | Filialkirche | Hospitalkirche                   |
| Bild gesucht BW | Fronleichnam                     | Gräfentonna       | St. Josef Mühlhausen              | Kapelle      | → Kloster Kleine Schwestern Jesu |
| Bild gesucht BW | St. Bonifatius                   | Schlotheim        | St. Josef Mühlhausen              | Filialkirche |                                  |
|                 | Dom zum Heiligen Kreuz           | Nordhausen        | Dom zum Heiligen Kreuz Nordhausen | Pfarrkirche  |                                  |
| Bild gesucht BW | St. Matthias                     | Bleicherode       | Dom zum Heiligen Kreuz Nordhausen | Filialkirche |                                  |
|                 | St. Bonifatius                   | Ellrich           | Dom zum Heiligen Kreuz Nordhausen | Filialkirche |                                  |
|                 | St. Bonifatius                   | Friedrichslohra   | Dom zum Heiligen Kreuz Nordhausen | Kapelle      |                                  |
|                 |                                  | Sollstedt         | Dom zum Heiligen Kreuz Nordhausen | Kapelle      |                                  |
|                 | St. Elisabeth                    | Sondershausen     | Dom zum Heiligen Kreuz Nordhausen | Filialkirche |                                  |
|                 | St. Franziskus                   | Sömmerda          | St. Franziskus Sömmerda           | Pfarrkirche  |                                  |
|                 | St. Bonifatius                   | Artern            | St. Franziskus Sömmerda           | Filialkirche |                                  |
|                 | St. Mariä Himmelfahrt            | Bad Frankenhausen | St. Franziskus Sömmerda           | Filialkirche |                                  |
|                 | Sieben Schmerzen Mariä           | Greußen           | St. Franziskus Sömmerda           | Filialkirche |                                  |
| Bild gesucht BW | Heilig Kreuz                     | Heygendorf        | St. Franziskus Sömmerda           | Kapelle      |                                  |
|                 | St. Mathilde                     | Roßleben          | St. Franziskus Sömmerda           | Filialkirche |                                  |

### Dekanat Weimar
| Bild            | Kirche                           | Ort                  | Pfarrei                         | Rang         | Bemerkungen                                                     |
| --------------- | -------------------------------- | -------------------- | ------------------------------- | ------------ | --------------------------------------------------------------- |
|                 | Christi Himmelfahrt              | Arnstadt             | St. Elisabeth Arnstadt          | Pfarrkirche  |                                                                 |
|                 | St. Elisabeth                    | Arnstadt             | St. Elisabeth Arnstadt          | Kapelle      |                                                                 |
|                 | St. Mariä Himmelfahrt            | Ichtershausen        | St. Elisabeth Arnstadt          | Filialkirche |                                                                 |
|                 | St. Josef                        | Ilmenau              | St. Elisabeth Arnstadt          | Filialkirche |                                                                 |
|                 | St. Mariä Unbefleckte Empfängnis | Stadtilm             | St. Elisabeth Arnstadt          | Filialkirche |                                                                 |
|                 | St. Johannes Baptist             | Jena                 | St. Johannes Baptist Jena       | Pfarrkirche  |                                                                 |
| Bild gesucht BW | St. Edith Stein                  | Jena                 | St. Johannes Baptist Jena       | Kapelle      | Altenzentrum Luisenhaus                                         |
|                 | St. Bonifatius                   | Apolda               | St. Johannes Baptist Jena       | Filialkirche |                                                                 |
|                 | St. Mariä Himmelfahrt            | Camburg              | St. Johannes Baptist Jena       | Filialkirche |                                                                 |
|                 | St. Johannes Evangelist          | Dorfsulza            | St. Johannes Baptist Jena       | Filialkirche |                                                                 |
|                 | St. Marien                       | Neustadt an der Orla | St. Marien Neustadt an der Orla | Pfarrkirche  |                                                                 |
| Bild gesucht BW | St. Michael                      | Auma                 | St. Marien Neustadt an der Orla | Filialkirche |                                                                 |
| Bild gesucht BW | St. Mariä Himmelfahrt            | Münchenbernsdorf     | St. Marien Neustadt an der Orla | Kapelle      |                                                                 |
|                 | St. Josef                        | Pößneck              | St. Marien Neustadt an der Orla | Filialkirche |                                                                 |
|                 | St. Elisabeth                    | Ranis                | St. Marien Neustadt an der Orla | Filialkirche |                                                                 |
| Bild gesucht BW | St. Josef                        | Triptis              | St. Marien Neustadt an der Orla | Filialkirche |                                                                 |
|                 | St. Mariä Unbefleckte Empfängnis | Weida                | St. Marien Neustadt an der Orla | Filialkirche |                                                                 |
|                 | Corpus Christi                   | Saalfeld/Saale       | Corpus Christi Saalfeld         | Pfarrkirche  |                                                                 |
|                 | St. Mariä Himmelfahrt            | Bad Blankenburg      | Corpus Christi Saalfeld         | Filialkirche |                                                                 |
|                 | Friedenskirche                   | Königsee             | Corpus Christi Saalfeld         | Filialkirche |                                                                 |
| Bild gesucht BW | St. Cyriakus                     | Leutenberg           | Corpus Christi Saalfeld         | Kapelle      | evangelische Friedhofskapelle, bis Ende 2024 katholisch genutzt |
|                 | Mater dolorosa                   | Rudolstadt           | Corpus Christi Saalfeld         | Filialkirche |                                                                 |
|                 | St. Josef der Arbeiter           | Schwarza             | Corpus Christi Saalfeld         | Filialkirche |                                                                 |
|                 | Herz Jesu                        | Unterwellenborn      | Corpus Christi Saalfeld         | Filialkirche |                                                                 |
|                 | Herz Jesu                        | Weimar               | Herz Jesu Weimar                | Pfarrkirche  |                                                                 |
|                 | St. Mariä Himmelfahrt            | Bad Berka            | Herz Jesu Weimar                | Filialkirche |                                                                 |
| Bild gesucht BW | St. Marien                       | Buttstädt            | Herz Jesu Weimar                | Kapelle      |                                                                 |
|                 | St. Anna                         | Blankenhain          | Herz Jesu Weimar                | Filialkirche | Nonnenkirche                                                    |
| Bild gesucht BW | St. Michael                      | Kranichfeld          | Herz Jesu Weimar                | Kapelle      |                                                                 |
|                 | Maria Regina Apostolorum         | Oberweimar           | Herz Jesu Weimar                | Filialkirche |                                                                 |
|                 | St. Bonifatius                   | Schöndorf            | Herz Jesu Weimar                | Filialkirche |                                                                 |